# Дечо Добринов
Дечо Добринов Мичев е български учен, историк, специалист по историята на македонския въпрос, член на Македонския научен институт.

## Биография
Роден е на 29 юни 1953 година в София, в семейството на известния български историк Добрин Мичев. Завършва история в Софийския университет. През 1971 г. защитава докторска дисертация върху ВМРО (обединена). Специализира в Германия. Работи в Института по история на БКП. След това работи и в Националния център по военна история при Генералния щаб на Българската армия. Подобно на баща си Дечо Добринов изследва българското революционно движение в Македония след Берлинския конгрес.
Монографията на Добринов от 1993 година „ВМРО (обединена)“ „има значителен принос за разкриване истината, която е свързана с антибългарския характер на дейността в някои от организациите на македонското революционно движение, създадени от БКП и Коминтерна.“
Умира в Бургас на 8 май 2004 г.

## Трудове
- Добринов, Дечо. Последният цар на планините. Биографичен очерк за Тодор Александров 1881 – 1924.   София, Македония, 1992.
- Добринов, Дечо. ВМРО (обединена).   София, Университетско издателство „Св. Климент Охридски“, 1993. ISBN 954-07-0229-1.
- Тодор Александров: Легендарният водач на ВМРО. Издателство „Знание“, 1994.